# Diaphorus alligatus
Diaphorus alligatus är en tvåvingeart som först beskrevs av Walker 1856.  Diaphorus alligatus ingår i släktet Diaphorus och familjen styltflugor. Inga underarter finns listade i Catalogue of Life.